# Кущівський курінь
Кущівський курінь — один з куренів Славного Війська Запорозького низового запорізьких козаків.
Найпершим дослідником історії Кущівського куріня є А. О. Скальковський, який свого часу (1835–1839) відшукав і систематизував значну кількість документів запорозького архіву. Пізніше, спираючись на його та дослідження попередників, з'явились теж ґрунтовні праці Д. І. Яворницького, М. Є. Слабченка, І. С. Стороженка і інших істориків-науковців, у яких тема запорозького козацтва отримала подальший розвиток. Свідчення, головним чином із цих праць, й слугували обґрунтуванню факту, що Кущівський курінь зародився і певний час знаходився на південно-західній околиці містечка Нова Самара (Самарь, Самара, Самарчик, 1576 р.), яке з 1688 року відоме як Новоселиця, а з 1786 року — як Новомосковськ.

## Козацькі курені
У XVI-XVIII століттях основною адміністративно-господарською та військово-організаційною одиницею Запорозької Січі були курені. На думку А. Скальковського, Д. Яворницького і інших науковців, «Як військо, запорозька громада поділялась на 38 куренів… Коли й ким було встановлено такий поділ, сказати неможливо через відсутність про це документальних відомостей: є лише вказівка польського історика Мацієвського, що Військо Запорозьке поділялося на „курені, селища й околиці“ за гетьмана Остафія Ружинського, тобто в першій половині XVI ст. (1514–1534 рр.)… всі вони мали різні назви, переважно взяті від своїх отаманів-засновників або від міст-метрополій, звідки вийшли перші запорожці, або від назви більшості козаків, які вперше склали курінь. Назви цих куренів дійшли до нашого часу в синодику 1714 р…» далі йде перелік назв усіх куренів.

Про походження назви «курінь» Д. Яворницький пропонує таку версію: 
|  | Назву „курінь“ козацькому житлові дали від слова „курити“, тобто диміти, у своїй основі воно має однакове значення з тмутараканським „курями“… й великоруським словом „курная изба“… але в Січі, в усякому разі в Новій, курені вже не були курними житлами, хоча раз засвоєна назва залишилася за ними й тоді, коли втратила своє первісне значення. ...У запорозьких козаків слово „курінь“ вживалося у подвійному значенні: у значенні житла і в значенні сотні, полку, самостійної частини війська, „завжди мобілізованої, поставленої на воєнну ногу“… Більшість козаків лише числилися у Січі по куренях, але перебувала в них одна десята всього війська, інші ж, а особливо влітку, то по рибу, то за кіньми, то на дикого степового звіра, то в роз'їздах, то в бекетах, то у Великому Лузі, то на „оселях“ — скрізь розсипані були мов бджоли на запашних квітах… |

Звернемо увагу — майже вся наявна кількість товариства постійно перебувала за межами Січі. З цього випливає безперечний висновок: за межами Січі необхідно було мати розгалужену, як зараз кажуть, інфраструктуру, а в першу чергу житло та господарські будівлі.

Науковці протягом останніх сторіч робили спроби реконструювати перебіг історичних подій у нижньому Подніпров'ї і встановити час виникнення куренів. Але жодному зробити це не вдалось. Зрештою порозумілись на тому, що курені виникли у XVI на початку XVII століть. Одні із ранішніх згадок про існування запорозьких куренів датуються 1530 роком. Окремо досліджувалось і походження самої назви. На відміну від наданої вище версії Д. Яворницького професор М. Слабченко запропонував свою: 
|  | В даному разі можна-б визнати за основу татарське слово „кура“ — … поруч, по сусідству. Тоді термін курінь значило-б дільницю, що припала за жеребом на користування, поруч такої самої іншої. Таке пояснення цілком відповідає практиці Запорожжя. Позичене від татар слово згодом змінилося, послов'янилося і вже, як питоме, своє увійшло в оборот Запорізької держави. Запозичення татарських слів (і не тільки слів) на Січі було явище звичайне… |

 Порівнюючи цю версію, з вище наведеною версією про «курну избу» неможливо не визнати її переваги, які ґрунтуються на життєвому досвіді нашої української дійсності. Далі М. Слабченко зазначає: 
|  | Курінь, насправді… був не тільки військова одиниця, він не розривав з своїм колишнім добувальним промислом, був господарча одиниця і правна організація, що зберегла в Січі свою автономію… |

## Виникнення
У XVI-XVII сторіччях кордон між козацькими вольностями й територією Османської імперії пролягала майже по лівому березі Самари. Брід Піщаний знаходився практично на границі, тому на броді постійно ніс варту охоронний загін козаків (нинішній житловий масив Глоди міста Новомосковська). За усталеним запорозьким звичаєм він отримав за жеребом у своє господарське користування поруч обширну дільницю на південно-західній околиці містечка Самарь (отримане за жеребом загін, а пізніше й курені, мали право обмінювати між собою за умов взаємної згоди. Таким чином дільниця тривалий час могла знаходитись у користуванні одного й того ж господаря). Дільниця розташовувалась понад версту від укріплення. Для господарювання вона була дуже привабливою. Там були гарні пасовиська, сінокоси, багата рибою і дичиною заплава. Частина дільниці була вкрита заростями кущів глоду, терену, шипшини, бузини. Від тих кущів містина дістала побутову назву Кущівка. Для укриття від непогоди й зберігання господарського реманенту на дільниці з'явились найпростіші споруди — курені. Цілком природно, що з часом замість них виросли більш просторі будівлі, у яких, як у казармі мешкали запорожці. Так на границі, на околиці Самарі сформувався запорозький військовий загін, який від назви місцевості отримав свою назву — Кущівський курінь. Якраз про такий еволюційний шлях розвитку куренів наголошує М. Слабченко: 
|  | Загалом кажучи, можна встановити, що курені, котрі пішли від місцевостей, що були вже на початку XVII століття в лінії, сказать-би, другій, чи на лінії внутрішньої оборони, постали давніш. Колись вони стояли у першому шеренгу, після-ж того, як колонізація посунула вперед, на південь і схід, з'явилася нова лінія й давнішня лишилася в тилу. …в Січі курені повстали не відразу, формувались поступово, потроху… Що курені підтягувалися до Січі поступово й поодинці, видко з практики Іванівського куреня. Він спочатку стояв не в Січі, а на границі з Татарією і тільки згодом улився в число січових одиниць. |

Ось так, поступово, в міру притоку охочих до козакування, й розвивалось Військо Запорозьке приростаючи куренями, певна кількість яких перемістилась у Січ з внутрішніх регіонів. Такий погляд на розвиток подій добре узгоджується із практикою і духом головним чином стихійного процесу формування Війська Запорозького до 1638 року.
Існує також версія, що всі 38 куренів Січі були створені водночас і вперше за ініціативи Богдана Хмельницького.Розмірковуючи над цим неможливо переконливо обґрунтувати маленьку, але суттєву дрібничку — чому шляхтич Богдан, вихований на світській і військовій культурі Польщі, новому військовому підрозділу дав ім'я не на польський манер — корогва, чи то якесь із військових — дружина, лава, легіон, полк, рать чи фаланга, а дещо кумедне і зовсім не військове — «курінь». Таке, мабуть, могло статись у разі, якщо структура створювалась не вперше, а відроджувалась попередня. Очевидно Богдан, знаходячись у вкрай скрутному становищі з реальною загрозою власному життю, свідомо використав на свою користь прихильність козаків до традицій (щоб було так, як і у батьків наших). Він не став експериментувати, придумувати щось нове, на що у нього відчайдушно бракувало часу, а відродив традиційний козацький військовий устрій — курені, які, як вказував Мацієвський та ін., існували ще у XVI столітті. Свого часу запорозькі курені були ліквідовані постановою польського сейму 1638 року «Ординація Війська Запорозького реєстрового», якою на козацьких вольностях впроваджувався «новий лад»: замість гетьмана — комісар, полковники і осавули призначались із шляхтичів, скасовувалось самоврядування і ін. Про той лад Михайло Грушевський зазначає: всі козаки тільки реєстрові і не більше 6000 «…та й то, у ці 6 тисяч позаводили поляки багато своїх людей. Мали тепер козаки мешкати тільки в старостві Корсунськім, Черкаськім і Чигиринськім; хто жив в іншому місці, мусили продати свою оселю й перейти сюди… Щоб на Запоріжжі не збиралися, поставили на Січі поляки реєстрових козаків…». Як бачимо, Запорізька Січ, у своєму попередньому вигляді, фактично перестала існувати. Це сталося після придушення С. Конецпольським козацько-селянських повстань 1635, особливо 1637–1638 років під проводом П. Павлюка, Д. Гуні. Послідуючі майже 10 років Польща пильно контролювала Запоріжжя, продовжувала насаджувати в нього своїх людей. Сподівалася, що «козацька гідра задавлена назавжди». Такий стан існував до 1647 року (Хмельниччини).
А. Скальковський надає перелік куренів та походження їхніх назв:
- Полтавський, Канівський, Уманський, Іркліївський, Калніболоцький, Корсунський, Переяславський, Менський, Батуринський, Кирилівський й обидва Стеблівські були вперше сформовані вихідцями із відповідних регіонів;
- Тимашівський, Щербинівський, Сергіївський, Титарівський — отримали назви від прізвищ перших курінних отаманів;
- Джерелівський, Мишастівський — за місцем дислокації.

Звертаємо увагу — версія про походження назви Кущівського куреня відсутня. М. Слабченко теж надає перелік і своє бачення походження назв куренів, яке принципово не відрізняється від його попередника: «Приглядаючись до курінної ономастики, легко можна побачити, що назви куренів зв'язано з різними географічними точками як Право, так і Лівобережжя». Далі М. Слабченко аналізує походження назв майже усіх куренів, але про Кущівський теж промовчав. А. Скальковський (1808–1898) був вихідцем із Житомирщини, студент Віленського та Московського університетів потім мешканець Одеси. М. Слабченко (1882–1952) був вихідцем із Одещини, у подальшому навчався і мешкав у Одесі, репресований у 1930 році коли й загинув. Як видно із їхніх творів, ні той, ні другий історію Новомосковська не досліджував. Інші дослідники назвами куренів не переймалися. Мабуть тому міркування про походження назви Кущівського куреня й зостались у тіні.

## Назва
Слідуючи за А. Скальковським і його послідовниками розглянемо версії походження назви Кущівського куреня. Перше, що спадає на думку — від прізвища курінного отамана Куща. Якщо це так, то переконливо обґрунтувати вказане припущення досить складно. З Кущівським куренем пов'язано декілька гучних імен не тільки запорозької керівної еліти, але й Російської імперії, однак прізвище Кущ в історичних джерелах навіть побіжно не зустрічається жодного разу. Перелік курінних отаманів не зберігся, можливо, він, як і отаман Кущ, ніколи й не існував. Таким чином пошук у цьому напрямку, скоріш за все безвихідь.
Більш плідною є версія, за якою назва Кущівського куреня походить від місця його розташування. Але на території запорозьких Вольностей, а також і за їхніми межами місто, село чи то зимівник з назвою Кущівка у ті часи не існували. За межами Вольностей, значно нижче Чортомлика, існувала маленька річечка Кущівка, але козаків там не було. Колись невеличка козацька станиця, а нині районний центр (понад 30 тис. жителів), назва якого безперечно має українське походження — Кущівка, існує на Кубані, але українці, які могли занести туди топонім, почали заселяти Кубань у 1792 році вже після ліквідації Запорозької Січі (1775 рік).
Географічний пункт з назвою Кущівка на теренах Вольностей з прадавніх часів існував і донині існує тільки в одному місці. Як відомо таку назву офіційно мала й дотепер збереглась у побутовому обігу старожилів Новомосковська ближня південно-західна околиця древньої Самарі. Назва Кущівка, як ми вже зазначали, походить від красномовної ознаки місцевості — кущів, які її вкривали.
Відомо, що Самарь (Новоселиця) була адміністративним центром Самарської паланки — самої розвиненої, найбільше заселеної і багатої. Містечко Самарь було самим квітучим на теренах запорозьких Вольностей. В ньому були гарно розвинені землеробство, скотарство, кушнірство, рибальство, бджільництво, ковальська та деревообробна справи, торгівля. Самарська паланка була потужною економічною та соціальною базою низових козаків. Поряд, на березі річки Самари у прадавньому лісі знаходився (як і нині) духовний центр запорозьких козаків, їхня святиня — Самарський Пустинно-Миколаївський чоловічий монастир. На околиці Самарі існував Піщаний брід через річку Самару, по якому відбувався жвавий рух чумаків та купців, що приносило Січі гарні прибутки (зник після будівництва греблі ДніпроГЕСу в 1932–1934 роках). Брід охоронявся укріпленням Піщана Самара в якому постійно ніс службу козацький загін. Самарська паланка і її столиця на превелику біду межували безпосередньо з Диким полем. Тому постійно потерпали від набігів кримських татар та кочівних ногайців. Напади завжди були раптові й дуже спустошливі. Вони щоразу вщент руйнували економіку, призводили до численних людських втрат (убивства, полон), спричиняли значні збитки Самарі (Новоселиці), отож і Січі. Захист міста й монастиря був постійною проблемою запорожців. Вирішити її можна було тільки одним — створити у Самарі укріплення з боєздатним гарнізоном. Воно почало існувати щонайменше з 1649 року — на мапі Гійома Боплана того року на річці Самарі поряд з містом Нова Самара позначене укріплення Pishana S., тобто Піщана Самара. Майданчик, на якому стояли будівлі укріплення, лежав на низині і час від часу, як і зараз, підтоплювався паводками, що викликало певні незручності для людей і будівель. Як відомо у 1709 році запорозьке козацтво Петром І було знищене. Козацькі будівлі без догляду занепали, а з часом і зовсім зникли. Коли ж через 25 років почалось відродження запорозького козацтва, то відродились і курені. Кущівський курінь постав на своєму одвічному місці — на дільниці Кущівка. Вона, як і зараз, розташована на підвищенні. Місце розташування куреня значно покращило побут козаків і справу прикриття міста від нападу з боку броду, та чумацьким трактом з півночі. Відомо, що Кущівський був одним із елітних, найкращих і найчисельніших куренів Січі.
А ось і прямі докази дислокації Кущівського куреня у Новоселиці: …у 1755 році полковник Самарської паланки Григорій Чорний водночас був і курінним отаманом Кущівського куреня; …у паланковому адміністративному центрі …розміщувалась адміністрація паланки і невеликий військовий загін, що налічував 50-70 парокінних козаків.
Безперечно, для утримання 50-70 вояків та їхніх коней потрібне чимале господарство — житлове приміщення, комори, харчові припаси та побутові зручності, стайні з кормовою базою на 100–150 коней та інше. Оце й було поза січове господарство пізнього Кущівського куреня. Адже Новоселиця (Самарь) була адміністративним центром паланки.

Що ж являв собою козацький курінь у своєму зрілому вигляді? Про це ми маємо пряме свідчення очевидця й учасника подій Микити Коржа: 
|  | Курені січові не схожі на звичайні пастуші курені, а робилися із рубаного й різаного лісу, тому що Великий Луг ним буяв. Курені були такі обширні, що понад 600 козаків могли вміщати в кожному; вони будувалися без усяких перегородок та комірчин і мали вигляд зали. Навколо, попід стінами до самих дверей, стояли столи, а довкруж них вузькі лавки. Перше місце було під іконами (там під час трапези сідав курінний отаман); перед ним стояли багаті панікадила й вішались лампади, котрі у великі свята запалювалися. Печі для випікання хліба влаштовувалися в окремому приміщенні, де розташовувався й кухар курінний, а в курені були тільки груби, здебільшого кахляні. Курені мали свою власність громадську, або курінну, шинки й лавки на Січовому базарі, двори біля куренів та в паланках; ця власність не могла ніколи бути переданою приватній особі… |

Як бачимо, згідно зі свідченням очевидця, курені мали свою власність не тільки у Січі, але і в паланках на теренах запорозьких вольностей. Потреба у будівлях була постійною, оскільки «…частина війська завше була відсутньою, на „польових річках“ і на прикордонній (постовій) службі», тобто у паланках. Самарська паланка не була виключенням.

## Будівля
Будівля (казарма) Кущівського куреня, щонайменше на 50-70 осіб, мабуть, мала типовий для таких споруд вигляд: зведена із колод, або ж зі стін заплетених хмизом і обмазаних саманом, дах солом'яний, або з рогозу. Після ліквідації Запорозької Січі у 1775 році вона, скоріш за все зосталась без догляду і з часом занепала. Колишнє подвір'я Кущівського куреня, завдяки укоріненій звичці людей на ньому збиратись, перетворилось на міську площу. У XIX столітті на ній щорічно відбувалось декілька ярмарок із значними обсягами торгівлі сіном, від чого площа дістала назву Сінна. У кінці XIX століття вона стала подвір'ям церкви, яку звели на честь Толгської ікони Божої Матері. У 1933–1934 роках церкву розібрали. У 1950–1960 роках XX століття дворище забудували житловими багатоповерхівками (на місці самої церкви стоїть двоповерховий будинок по вулиці Шевченко № 49). Колишнє дворище Кущівського куреня на плані сучасного Новомосковська можна окреслити такими орієнтирами: по вулиці Шевченка від будинку № 23 до перехрестя з вулицею Дзержинського (до 1956 року мала назву Кущівка), далі по вулиці Дзержинського до перехрестя з вулицею Головка (за переказами, тут стояв будинок А. В. Головатого), вулицею Головка до перехрестя з вулицею Гавришев Кут, а від цієї точки до будинку № 23 на вулиці Шевченка (останнім напрямком до 1960-х років пролягала вулиця Катеринославська (Дніпропетровська).
Надані опосередковані і прямі свідчення дозволяють зробити висновок — Кущівський курінь виник у XVII столітті і знаходився поряд, а згодом у межах адміністративного центру Самарської паланки — Самарі (Новоселиці). З часом, після міграції до Січі, Кущівський курінь щонайменше мав у Новоселиці дворище і будівлі у яких базувались охоронний і господарський загони запорозьких козаків.

## Сучасність
На міській конференції за ініціативи Управління культури та туризму Новомосковського міськвиконкому 10 червня 2012 року науковці-історики й краєзнавці, після всебічного обговорення версій походження назви, дійшли згоди про доцільність спорудження у Новомосковську пам'ятних знаків на честь Кущівського куреня Славного Війська Запорозького Низового та Самарської паланки Запорізького козацтва.